# 博納維爾鎮區 (堪薩斯州麥克弗森縣)
博納維爾鎮區（英語：Bonaville Township）為美國堪薩斯州麥克弗森縣轄下的鎮區。2010年美国人口普查中此鎮區人口有74人。

## 地理
博納維爾鎮區涵蓋總面積為93.2平方（36.00平方英里），其中陸地面積為92.9平方（35.85平方英里），水域面積為0.39平方（0.15平方英里）或0.42%。

## 人口統計
根據2010年美國人口普查，博納維爾鎮區人口有74人，其中男性有39人，女性有35人，人口密度為每平方公里0.79人，住房計30戶。鎮區內的白人有74人，非裔美國人有0人，美洲原住民有0人，亞裔美國人有0人，太平洋島裔美國人有0人，其他種族有0人，混血種族則有0人。此外鎮區內有0人為西班牙裔或拉丁裔美國人。此鎮區之年齡中位數為48.5歲，而男性年齡中位數為48.5歲，女性年齡中位數為48.5歲。